# 에이본 프로덕츠
에이본 프로덕츠(Avon Products, Inc., AVP)는 미국의 화장품, 향수, 장난감 판매 업체로 세계 135개국에 진출해 있는 다국적 기업이다. 1973년 설립됐으며 2007년에만 전 세계에서 99억 달러를 벌어들였다.
전통적으로 에이본 프로덕츠는 시장 진출에 적극적인 마케팅을 구사하는 회사로 꼽히며 미국의 500대 기업이다. 현재 중국과 러시아에서 시장 영역을 넓히는 데 주력하고 있으며 현재 최고 경영자는 중국계 출신의 안드레 정이다. 에이본 프로덕츠는 대개 "에이본의 여인"이라는 이미지를 고객에게 부각하도록 하여 방문 판매 사업도 추진했다. 중국에서는 2006년 상반기 전까지 이렇게 할 수 없었다.
립스틱이나 목욕 용품, 스킨 로션, 노화 방지 크림, 향수와 보석, 옷가지도 취급한다. 여성 고객이 자연히 주를 이루고 있지만 남성용 화장품의 영역 또한 급진적으로 넓어지고 있다. 두 가지 브랜드 차별화를 두변서 젊은 여성을 향한 브랜드와 "M"이라고 부르는 남성 소비자를 목표로 한 브랜드도 계속해서 진출 영역을 넓히려 노력하고 있다.
에이본 프로덕츠는 여성의 인권 보호와 건강 문제, 유방암에 대한 연구 및 지원에도 집중하고 있다.
2007년 할리우드의 톱스타인 리즈 위더스푼이 에이본 사의 국제 친선 대사 직을 다년간 계약조건으로 수용하면서 광고 모델이 됐으며 에이본 재단의 명예 의장을 겸하게 됐다.
한국의 경우, 1982년 봄피아 화장품을 통해 진출하였으며 에이본 코리아는 2001년에 설립됐으며 현재 서울에 본사를 두고 있다. 탈북자를 지원하는 정착지원센터인 하나원에 1억원 상당의 화장품을 지원하기도 했다.